# 1739
Évszázadok: 17. század – 18. század – 19. század
Évtizedek: 1680-as évek – 1690-es évek – 1700-as évek – 1710-es évek – 1720-as évek – 1730-as évek – 1740-es évek – 1750-es évek – 1760-as évek – 1770-es évek – 1780-as évek
Évek: 1734 – 1735 – 1736 – 1737 –  1738 – 1739 – 1740 – 1741 – 1742 – 1743 – 1744

## Események
- február 4. – Földrengés Pécsett.
- augusztus 1. – Felszentelik a szegedi Szent Rozália-kápolnát
- szeptember 1. – III. Károly és I. Mahmud oszmán szultán megbízottai előzetes békét kötnek Belgrádban, mely szerint az úgynevezett Habsburg-Szerbia (Belgrád, Szabács, a Száva és a Duna közti részek, Bosznia részei), Orsova, és Olténia török fennhatóság alá kerül. A békét szeptember 18-án véglegesítik.[1]

## Születések
- január 25. – Charles-François Dumouriez, francia tábornok a francia forradalom és a napóleoni háborúk idején († 1823)
- április 10. – Baróti Szabó Dávid, költő és nyelvújító, jezsuita, később világi pap és tanár († 1819)
- április 15. – Winterl József Jakab, orvos, kémikus, botanikus († 1809)
- november 17. – gróf Teleki Sámuel, erdélyi kancellár († 1822)
- november 20. – Jean-François de La Harpe, francia kritikus és költő († 1803)
- december 18. – Balla Antal földmérő és vízépítő mérnök, térképész, a Duna–Tisza-csatorna első tervének készítője († 1815)

## Halálozások
- április 19. – Nicholas Saunderson, angol vak matematikus (* 1682)